# Amerikaanse legatie in Tanger

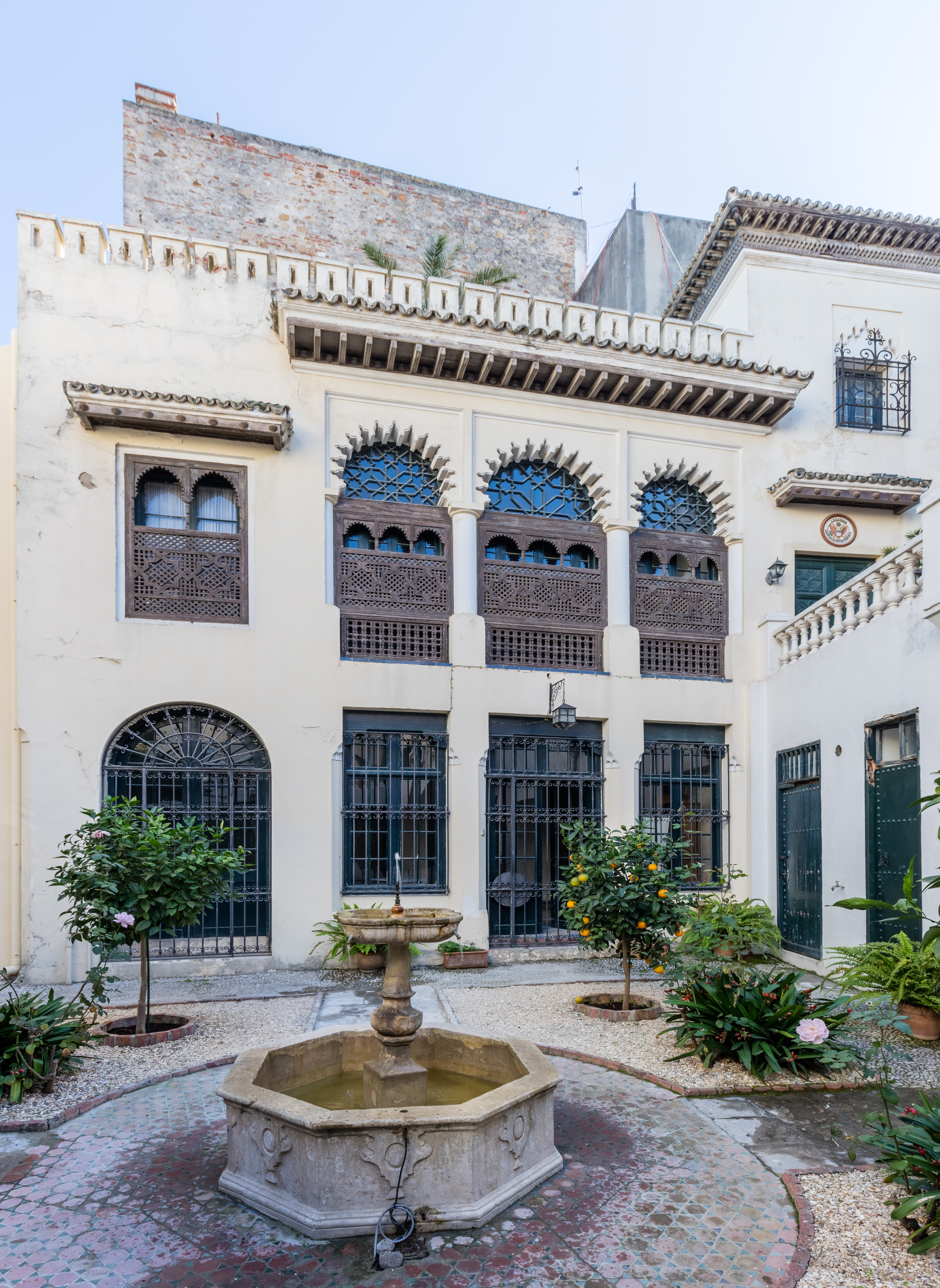
De Amerikaanse legatie in Tanger

De Amerikaanse legatie in Tanger is het enige National Historic Landmark van de Verenigde Staten dat zich buiten de Verenigde Staten bevindt. Het is tegenwoordig een museum, cultureel centrum en bibliotheek.
Het gebouw, gelegen in de medina van Tanger, is gebouwd in Moorse stijl. Veel deuren, ramen en plafonds zijn gedecoreerd door ambachtslieden uit Fez. Een deel van het gebouw was ooit eigendom van Sultan Mulay Slimane die het in 1821 aanbood aan de VS. Het gebouw zou daarna 140 jaar dienstdoen als consulaat. Een ander deel van het pand werd aangeboden door een Joodse familie.